# Pedaliodes
Pedaliodes  (лат.) — неотропический род бабочек из семейства Бархатницы. Более 200 видов. Обитатели горных районов Южной Америки.

## Описание
Гусеницы питаются на растениях семейства Злаки (Poaceae), часто сообщалось о находках на Chusquea и других видах бамбуков, а некоторые виды могут питаться другими травами в нарушенных местообитаниях. Встречаются в горных тропических лесах Анд и влажных лугах парамо на высотах около 3 км.

## Систематика
Более 200 видов. Род был впервые выделен в 1867 году английским энтомологом Артуром Гардинером Батлером (1844—1925). В конце XX и в начале XXI веков ревизию рода проводили польский лепидоптеролог Томаш Пирш (Tomasz Wilhelm Pyrcz; Zoological Museum of the Institute of Zoology, Jagiellonian University, Краков, Польша) и английский энтомолог Энджел Вилориа (Angel L. Viloria; Biogeography & Conservation Laboratory, The Natural History Museum, Лондон, Великобритания)
- P. adamsi
- P. albicilia
- P. albutia
- P. alusana
- P. amafania
- P. anchiphilonis
- P. antigua
- P. antulla
- P. arnotti
- P. arturi
- P. asconia
- P. auraria
- P. aureola
- P. auristriga
- P. baccara
- P. balnearia
- P. bernardi
- P. boettgeri
- P. caeca
- P. canela
- P. cebolleta
- P. cesarense
- P. chaconi
- P. chrysotaenia
- P. circumducta
- P. cledonia
- P. coca
- P. costipunctata
- P. cremera
- P. croizatorum
- P. daulis
- P. dejecta
- P. demarmelsi
- P. demathani
- P. ssp.
- P. dracula
- P. empusa
- P. ereiba
- P. erschoffi
- P. exanima
- P. fassli
- P. ferratilis
- P. fuscata
- P. garleppi
- P. guicana
- P. gustavi
- P. hardyi
- P. hebena
- P. hewitsoni
- P. hopfferi
- P. japhleta
- P. jelskii
- P. leucocheilus
- P. manis
- P. manneja
- P. maruda
- P. melaleuca
- P. montagna
- P. morenoi
- P. napaea
- P. negreti
- P. niveonota
- P. obscura
- P. obstructa
- P. occulta
- P. ornata
- P. pacifica
- P. pactyes
- P. paeonides
- P. palaepolis
- P. pallantis
- P. palpita
- P. pammenes
- P. paneis
- P. panthides
- P. parma
- P. parranda
- P. patizathes
- P. pausia
- P. pedacia
- P. pelinaea
- P. pelinna
- P. perisades
- P. peruda
- P. peruviana
- P. petri
- P. peucestas
- P. phaea
- P. phaedra
- P. phaeina
- P. phanoclea
- P. phazania
- P. pheres
- P. pheretias
- P. philonis
- P. phoenissa
- P. phoenix
- P. phrasa
- P. phrasicla
- P. phrasiclea
- P. phrasis
- P. phthiotis
- P. piletha
- P. pimienta
- P. piscolabis
- P. pisonia
- P. plotina
- P. poema
- P. poesia
- P. polla
- P. pollonia
- P. polusca
- P. pomponia
- P. porcia
- P. porima
- P. porina
- P. praxia
- P. praxithea
- P. proculeja
- P. proerna
- P. prosa
- P. prytanis
- P. puracana
- P. pylas
- P. ralphi
- P. roraimae
- P. rudnyi
- P. rumba
- P. scydmaena
- P. simmias
- P. simpla
- P. simplissima
- P. socorrae
- P. sonata
- P. sophismata
- P. spina
- P. stuebeli
- P. sztolcmani
- P. suspiro
- P. syleus
- P. tabaconas
- P. terramaris
- P. thiemei
- P. transmontana
- P. triaria
- P. tucca
- P. tyro
- P. tyrrheoides
- P. tyrrheus
- P. uaniuna
- P. uncus
- P. uniformis
- P. uniplaga
- P. vallenata
- P. wilhelmi
- P. woytkowskii
- P. xanthosphenisca
- P. yutajeana
- P. zingara
- P. zuleta